# Type 3 Ka-Chi
Launch Ka-Chí Đặc Biệt Kiểu 3 (特三式内火艇カチ, Toku-san-shiki uchibitei Ka-Chi) là một xe tăng đổ bộ hạng trung phát triển bởi Hải quân Đế quốc Nhật Bản trong Thế chiến II. Ka-Chi Kiểu 3 dựa trên xe tăng hạng trung Chi-He Kiểu 1 của Quân đội Đế quốc Nhật Bản trước đó đã được sửa đổi rộng rãi (nó có thêm 2 bánh xích và thêm 2 con lăn ở mỗi bên). Xe tăng một phiên bản lớn hơn và có khả năng hơn phiên bản trước đó- Xe tăng lội nước Ka-Mi kiểu 2.

## Lịch sử phát triển
Thành công của thiết kế Ka-Mi Kiểu 2 đã làm hài lòng các nhà hoạch định trong Bộ Tổng tham mưu Hải quân Đế quốc Nhật Bản, và người ta xác định rằng một phiên bản lớn hơn với lớp giáp và vũ khí mạnh hơn sẽ hữu ích trong các chiến dịch đổ bộ trong tương lai.Nguyên mẫu Ka-Chi Kiểu 3 được hoàn thành vào cuối năm 1943 và những chiếc đầu tiên đi vào hoạt động cùng năm đó.
Tuy nhiên, chỉ có 19 chiếc Ka-Chi Kiểu 3 được chế tạo từ năm 1943 đến năm 1945. Ưu tiên chính của Hải quân Nhật Bản là sản xuất tàu chiến và máy bay, và thiếu bất kỳ kế hoạch rõ ràng nào cho các hoạt động đổ bộ, sản xuất Ka -Chi Kiểu 3 vẫn là một ưu tiên rất thấp.

## Thiết kế
Ka-Chi Kiểu 3 được phát triển dựa trên phiên bản sửa đổi sâu rộng khung gầm của xe tăng hạng trung Chi-He của lục quân, do đó có khả năng bảo vệ và hỏa lực tốt hơn đáng kể so với Ka-Mi Kiểu 2 trước đó. Xe có các mặt nhẵn tạo thành các phao nổi phía trước và phía sau làm bằng kim loại tấm.Phao phía trước cong hình cánh cung và cả hai phao có thể được bật ra từ bên trong xe tăng khi xe tăng đã đổ bộ. Tuy nhiên trong thực tế, các cầu phao thường được giữ lại, vì chúng cung cấp một số bảo vệ bổ sung nhỏ trước hỏa lực của kẻ thù. Phần gầm sử dụng hệ thống Hara, với việc bổ sung thêm 2 bánh xích và hai con lăn mỗi bên so với Chi-He Kiểu 1. Thân xe được hàn và chống nước "với con dấu và miếng đệm cao su".  Động cơ đẩy nước được cung cấp bởi hai chân vịt và xe có hai bánh lái chân vịt. Ka-Chi Kiểu 3 có một ống thở lớn đặc biệt phía sau tháp pháo để làm sạch động cơ diesel hiệu quả hơn và giữ cho việc thông khí tránh khỏi nước.
Pháo chính của Ka-Chi Kiểu 3 là pháo tăng Kiểu 1 47 mm với nòng dài 2.250 mét (L / 48), góc bắn EL từ −15 đến +20 độ, góc bắn AZ 20 độ, sơ tốc đầu đạn 810 m/s và độ xuyên 55 mm/100 m, 30 mm/1.000 m. Đây cũng là khẩu 47 mm được sử dụng trên Shinhoto Chi-Ha Kiểu 97 của Lục quân. Vũ khí phụ là 1 súng máy hạng nặng Kiểu 97 đồng trục và 1 khẩu cùng loại gắn trên thân xe.Tháp pháo được thiết kế với vòm hình tròn mở rộng để giữ cho cửa nắp xe ở bên trên mặt nước. Xe yêu cầu kíp lái gồm bảy người, một trong số đó (như với Ka-Mi Kiểu 2) làm thợ máy trên xe.

## Phục vụ
Ka-Chi Kiểu 3 được sản xuất với số lượng rất hạn chế, nhưng tỏ ra hữu ích do khả năng triển khai từ tàu ngầm, giúp nó có thể đáp ứng nhiệm vụ chi viện ban ngày ngày càng khó khăn cho các đơn vị đồn trú trên các đảo biệt lập ở Nam Thái Bình Dương và ở Đông Nam Á. Ka-Chi Kiểu 3 chỉ được triển khai tại quê hương Nhật Bản và không hề tham chiến.